# Der Vagabund (Film)
Der Vagabund (Originaltitel: The Vagabond) ist eine US-amerikanische Filmkomödie von Charles Chaplin aus dem Jahr 1916.

## Handlung
Charlie Chaplin ist ein Straßenmusikant. Er spielt hinter einer Kneipe seine Violine. Vor der Kneipe taucht plötzlich ein Blasorchester auf, das ihm Konkurrenz macht. Charlie spielt seine Violine jedoch unbeeindruckt weiter und sammelt mit seinem Hut erfolgreich das Geld der Kneipengäste, dies jedoch zum Unmut des Orchesterleiters, der sich um seinen Lohn gebracht sieht. Es beginnt eine aufgeregte Verfolgungsjagd und Charlie flieht aus der Stadt. 
Mit seiner Violine kommt er zu einem Zigeunerwagen, vor dem ein Mädchen Wäsche wäscht. Sie wurde von Zigeunern entführt und verliebt sich in Charlie, der ihr ein Ständchen spielt. Der Zigeunerchef trennt jedoch das Paar und verfolgt Charlie. Charlie gelingt es schließlich die gesamte Zigeunerbande von einem Baumversteck auszuschalten und das Mädchen zu befreien. Gemeinsam fliehen sie mit einem der Zigeunerwagen. 
Charlie wäscht das Mädchen und bereitet ein Frühstück vor, während das Mädchen Wasser holen geht. Dort trifft sie einen Künstler, der sie malt. Das Bild wird in einer Ausstellung zum Erfolg und führt die Familie auf die Spur des entführten Mädchens. Die Familie holt das Mädchen bei Charlie wieder ab. Doch das Mädchen möchte nicht ohne Charlie, ihren Retter leben. Sie kehrt zurück und die beiden sind wieder vereint.